# Guarujá do Sul
Guarujá do Sul is een gemeente in de Braziliaanse deelstaat Santa Catarina. De gemeente telt 4.870 inwoners (schatting 2009).

## Aangrenzende gemeenten
De gemeente grenst aan Dionísio Cerqueira, Palma Sola, Princesa en São José do Cedro.